# Затесово
Затёсово — деревня в городском округе Шаховская Московской области России.

## Население
| 1852 | 1859 | 1926 | 2002 | 2006 | 2010 |
| ---- | ---- | ---- | ---- | ---- | ---- |
| 124  | ↘112 | ↗154 | ↘11  | ↘4   | ↗6   |

## География
Расположена у границы с Волоколамским районом, примерно в 8 км к северо-востоку от районного центра — посёлка городского типа Шаховская, на левом берегу реки Муравки, впадающей в Колпяну (бассейн Иваньковского водохранилища). Соседние населённые пункты — село Белая Колпь, деревни Коптязино и Пленицино. 

В деревню иногда заезжает автобус 41-го маршрута, следующий до райцентра.

## Исторические сведения
В 1769 году Затёсова — деревня Колпского стана Волоколамского уезда Московской губернии в составе владения лейб-гвардии секунд-майора, князя Александра Алексеевича Шаховского. В деревне 5 дворов и 13 душ.
В середине XIX века деревня Затёсово относилась к 1-му стану Волоколамского уезда и принадлежала князю Валентину Михайловичу Шаховскому. В деревне было 19 дворов, крестьян 64 души мужского пола и 60 душ женского.
В «Списке населённых мест» 1862 года — владельческая деревня 1-го стана Волоколамского уезда Московской губернии по левую сторону Московского тракта, шедшего от границы Зубцовского уезда на город Волоколамск, в 18 верстах от уездного города, при речке Муравле, с 15 дворами и 112 жителями (55 мужчин, 57 женщин).
По данным на 1890 год входило в состав Кульпинской волости, число душ мужского пола составляло 63 человека.
В 1913 году — 21 двор.
По материалам Всесоюзной переписи населения 1926 года — деревня Коптязинского сельсовета Судисловской волости Волоколамского уезда, проживало 154 человека (71 мужчина, 83 женщины), насчитывалось 29 крестьянских хозяйств.
С 1929 года — населённый пункт в составе Шаховского района Московской области.
1994—2006 гг. — деревня Белоколпского сельского округа Шаховского района.
2006—2015 гг. — деревня сельского поселения Раменское Шаховского района.
2015 — н. в. — деревня городского округа Шаховская Московской области.